# Omaranus typicus
Omaranus typicus är en insektsart som beskrevs av William Lucas Distant 1918. Omaranus typicus ingår i släktet Omaranus och familjen dvärgstritar. Inga underarter finns listade i Catalogue of Life.